# 25021 Nischaykumar
A 25021 Nischaykumar (ideiglenes jelöléssel 1998 QV17) a Naprendszer kisbolygóövében található aszteroida. A LINEAR projekt keretében fedezték fel 1998. augusztus 17-én.